# Sancergues
Sancergues – miejscowość i gmina we Francji, w Regionie Centralnym, w departamencie Cher.
Według danych na rok 1990 gminę zamieszkiwało 807 osób, a gęstość zaludnienia wynosiła 52 osoby/km² (wśród 1842 gmin Centre, Sancergues plasuje się na 486. miejscu pod względem liczby ludności, natomiast pod względem powierzchni na miejscu 861.).